# آنیتا بیکر
آنیتا دنیس بیکر (به انگلیسی: Anita Denise Baker) (زادهٔ ۲۶ ژانویهٔ ۱۹۵۸) خواننده و ترانه‌سرای آمریکایی است. او یکی از محبوب‌ترین خوانندگان ترانه‌های پرروح در اوج دورهٔ سبک طوفان آرام در دهه ۱۹۸۰ است. بیکر که کار خود را در اواخر دههٔ ۱۹۷۰ با گروه فانک چپتر ایت آغاز کرد، اولین آلبوم انفرادی خود را با نام آوازه‌خوان در سال ۱۹۸۳ منتشر کرد. در سال ۱۹۸۶، او پس از انتشار دومین آلبوم پلاتینیوم خود، رپچر، که شامل تک آهنگ برندهٔ گرمی «عشق شیرین» بود، به شهرت رسید. تا تاریخ ۲۰۱۷ بیکر برندهٔ هشت جایزه گرمی، پنج آلبوم پلاتینیوم و یک آلبوم طلایی شده‌است. بیکر کنترالتو است، با دامنهٔ آوازی حداقل سه اکتاو.

## زندگی و حرفه موسیقی

### ۱۹۵۸–۱۹۷۹: آغاز زندگی، شروع موسیقی و چپتر ایت
آنیتا بیکر در ۲۶ ژانویه ۱۹۵۸ در تولدو، اوهایو به دنیا آمد. هنگامی که او دو ساله بود، مادرش او را رها کرد و بیکر خانواده‌ای در دیترویت، میشیگان بزرگ او را بزرگ کردند.  وقتی بیکر ۱۲ ساله بود، سرپرست‌های او درگذشتند و خواهر خوانده‌اش او را بزرگ کرد.  زمانی که بیکر ۱۶ ساله شد، شروع به خواندن آر اند بی در کلوپ‌های شبانه دیترویت کرد. پس از اجرایی، دیوید واشینگتن، رهبر گروه، او را کشف کرد و از او خواست برای گروه فانک، چپتر ایت تست بدهد.
بیکر در سال ۱۹۷۵ به چپتر ایت پیوست و گروه تا زمانی که در سال ۱۹۷۹ با آریولا رکوردز به توافق رسیدند، تور برگزار کرد. اولین آلبوم گروه، Chapter 8 ، در آن سال منتشر شد. پس از آن که اریستا رکوردز اریولا را خرید، قرارداد با چپتر ایت را ملغی کرد، چرا که این لیبل معتقد بود که بیکر «پتانسیل ستاره شده» را ندارد.  بیکر به دیترویت بازگشت و به عنوان پیشخدمت کار کرد تا اینکه در سال ۱۹۸۲، اوتیس اسمیت، یکی از همکاران سابق آریولا، بیکر را متقاعد کرد که حرفه انفرادی را تحت لیبل بورلی گلن شروع کند.

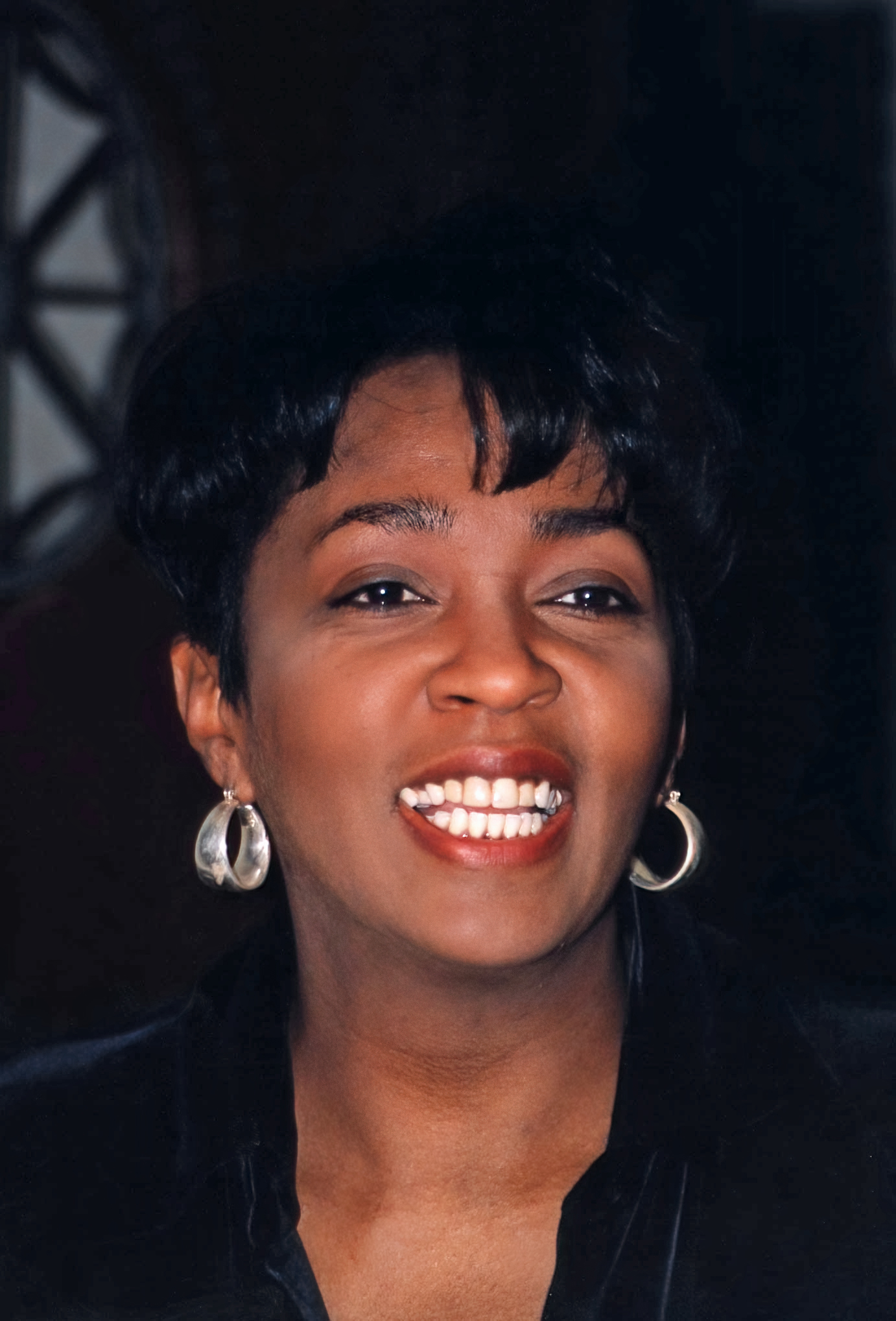
بیکر در سال ۱۹۹۸

### ۱۹۸۳–۲۰۰۸: آلبوم‌های انفرادی و موفقیت
در مهٔ ۱۹۸۳، بیکر نخستین آلبوم خود به نام «آوازه‌خوان» را منتشر کرد که تک‌آهنگ‌هایی از آن توانستند به چارت‌ها راه پیدا کنند. آلبوم دوم بیکر به نام «رپچر»، در ابتدا فروش خوبی نداشت اما کم‌کم مورد توجه قرار گرفت و با موقعیت بیشتر همراه بود و او توانست برای این آلبوم دو جایزهٔ گرمی را در ۱۹۸۷ دریافت کند. در همان سال در یک ترانهٔ گاسپل با گروه وینانز همکاری کرد و که سومین جایزهٔ گرمی را برای او به همراه داشت. آلبوم سوم او نیز با نام «بهترین چیزی را که به دست آوردم به تو می‌دهم» برای سه نامزدی دیگر گرمی به دست آورد.
سه آلبوم بعدی توانستند فروش بسیاری داشته باشند امّا ازدواج و بچه‌دار شدنش کمی او را از فضای موسیقی دور کرد. در سال‌های بعد او چندین بار از حرفه فاصله گرفت و دوباره بازگشت؛ حاصل این دوره از فعالیت او دو آلبوم دیگر بود که دوباره برای او نامزدی جوایز مختلف از جمله گرمی را به همراه داشت. در مهٔ ۲۰۰۵، کالج موسیقی برکلی مدرک افتخاری دکترای موسیقی را به بیکر اهدا کرد.

### ۲۰۱۰ تا کنون: موسیقی جدید و بازنشستگی
در سال ۲۰۱۰ بیکر اعلام کرد کار بر روی آلبوم جدیدی را آغاز کرده‌است، امّا بعدها گفت که این آلبوم نیاز به کار بیشتری دارد و این آلبوم هرگز منتشر نشد. در سال ۲۰۱۲، بیکر ترانهٔ «اخیراً» از تایریس را کاور کرد که در رادیوها مورد استقبال قرار گرفت به طوری که یکی از کانالها این ترانه به مدت یک ساعت و به صورت پشت هم پخش کرد. در سال ۲۰۱۳ این ترانه هجدهمین نامزدی گرمی او را به همراه داشت. در ژانویهٔ ۲۰۱۷، بیکر بازنشستگی خود را اعلام کرد امّا در سال ۲۰۱۸ از بازگشت دوباره‌اش به موسیقی خبر داد.

## زندگی شخصی
بیکر در ۲۴ دسامبر ۱۹۸۸ با والتر بریجفرث جونیور ازدواج کرد. این زوج در سال ۲۰۰۵ از هم جدا شدند و دو سال بعد طلاق خود را قطعی کردند. آنها دو پسر دارند، والتر بیکر بریجفرث (زادهٔ ژانویه ۱۹۹۳) و ادوارد کارلتن بریجفرث (زادهٔ می ۱۹۹۴). بیکر در حال حاضر در گروس پوینت پارک، میشیگان زندگی می‌کند. پسرش والتر اکنون در کالج موسیقی برکلی در بوستون، با ساز تخصصی درام، در رشته تهیه کنندگی و مهندسی موسیقی تحصیل می‌کند.
بیش از پنج سال پس از طلاق، بیکر درخواست تغییر نام قانونی از بریجفرث به بیکر در زندگی شخصی اش را کرد.
در انتخابات ریاست جمهوری ۲۰۲۰ آمریکا، بیکر از اندرو یانگ نامزد دموکرات‌ها پشتیبانی کرد.

## جوایز و افتخارات
در سال ۲۰۱۳، آنیتا بیکر به تالار مشاهیر راک اند رول میشیگان معرفی شد. او در سال ۲۰۱۸ جایزهٔ یک عمر زندگی هنری را از BET (Black Entertainment Television) دریافت کرد. بیکر ۱۸ بار نامزد جایزهٔ گرمی شده‌است که موفق شده‌است ۸ بار آن را به دست آورد. همچنین، او ۹ بار نامزد جوایز موسیقی آمریکا شده‌است که ۴ بار برنده بوده‌است. در سال ۱۹۹۴، نام او در پیاده‌روی مشاهیر هالیوود ثبت شد.

## آلبوم‌ها
- ۱۹۸۳: آوازخوان (The Songstress)
- ۱۹۸۶: رپچر (Rapture)
- ۱۹۸۸: بهترین چیزی را که به دست آوردم به تو می‌دهم (Giving You the Best That I Got)
- ۱۹۹۰: ترکیب‌بندی‌ها (Compositions)
- ۱۹۹۴: ریتم عشق (Rhythm of Love)
- ۲۰۰۴: همه چیز من (My Everything)
- ۲۰۰۵: فانتزی کریسمس (Christmas Fantasy)